# Dariusz Klamra
Dariusz Klamra (ur. 12 sierpnia 1956) – polski piłkarz występujący na pozycji pomocnika, trener piłkarski.

## Życiorys
Seniorską karierę rozpoczynał w Zagłębiance Dąbrowa Górnicza, a w 1978 roku przeszedł do Zagłębia Sosnowiec. W sezonie 1982/1983 ponownie grał w Zagłębiance, po czym wrócił do Zagłębia, gdzie występował do 1985 roku. Ogółem na poziomie I ligi w barwach Zagłębia rozegrał 109 meczów. W 1991 roku był zawodnikiem fińskiego Pallo-Iirot. W 1993 roku występował w Czarnych Sosnowiec. Następnie był grającym trenerem MOSiR/Zagłębia Sosnowiec.
W dalszych latach pracy trenerskiej szkolił piłkarzy Czarnych Sosnowiec, Kotwicy Kołobrzeg, Hutnika Warszawa, lokalnych klubów piłkarskich z Zagłębia Dąbrowskiego, a także kobiecą drużynę Czarnych Sosnowiec. Pełnił także funkcję prezesa Zagłębiaka Dąbrowa Górnicza.

## Statystyki ligowe
| Sezon     | Klub               | Liga   | Mecze | Gole |
| --------- | ------------------ | ------ | ----- | ---- |
| 1978/1979 | Zagłębie Sosnowiec | I liga | 17    | 0    |
| 1979/1980 | Zagłębie Sosnowiec | I liga | 25    | 2    |
| 1980/1981 | Zagłębie Sosnowiec | I liga | 17    | 1    |
| 1981/1982 | Zagłębie Sosnowiec | I liga | 20    | 0    |
| 1983/1984 | Zagłębie Sosnowiec | I liga | 17    | 1    |
| 1984/1985 | Zagłębie Sosnowiec | I liga | 13    | 1    |